# Fiorella Cagnoni
Fiorella Cagnoni (Milano, 4 dicembre 1947) è una scrittrice italiana.

## Biografia
Laureata in Filosofia, ha concluso nel 2001 la secolare esperienza di famiglia nel campo dei giocattoli (il "Grande Emporio Cagnoni": un negozio storico di Milano, in Corso Vercelli, che dirigeva insieme alla sorella Cina). Da allora si dedica a tempo pieno alla scrittura.
Vive in Salento.
Impegnata nel movimento femminista, nella sua scrittura fa emergere tematiche femministe e lesbiche.
Nel 2004 insieme a Giovanna Foglia e a Serena Foglia ha costituito il Trust Nel Nome della Donna, fondazione di diritto inglese che finanzia progetti di libertà femminile. Cura la collana di letteratura femminile La Chiocciola.
Pur avendo scritto libri di vario genere, dalla saggistica (Valle del Belice) ai "manualetti filosofici meditativi" (Quattro gatti), si è specializzata nel genere giallo, con sei romanzi che hanno come protagonista l'"investigatrice per caso" (come la definì Oreste Del Buono) Alice Carta (Questione di tempo, Incauto acquisto, Arsenico, Alice Carta in Inghilterra, E Vecchi Merletti, Pasqua Bassa con Delitto).
Nel giugno 2014 è stato pubblicato il romanzo breve Finalmente amori (Zephyro Edizioni).

## Opere
- Valle del Belice - Terremoto di Stato, Milano, Contemporanea Edizioni, 1976.
- Questione di tempo, Milano, La tartaruga, 1985 (premio Mystfest 1985 per il miglior giallo edito) - ISBN 88-85678-09-2 (2. ed. 2002 - ISBN 88-7738-350-X)
- Incauto acquisto Milano, La tartaruga, 1992, Lecce, La Chiocciola, 2012
- Quattro Gatti, Milano, Zelig, 1995. ISBN 88-86471-19-X
- Donne irritanti, fotografie di Paola Mattioli; testo di Fiorella Cagnoni, Milano, Federico Motta, 1995. ISBN 88-7179-057-X
- Arsenico, Milano, La tartaruga, 2001. ISBN 88-7738-340-2
- Due Racconti, Melendugno, Zane Editrice (coll. "La Chiocciola"), 2006
- Alice Carta in Inghilterra, Melendugno, Zane Editrice (coll. "La Chiocciola"), 2007. ISBN 88-87063-96-6
- E Vecchi Merletti, Lecce, Zane Editrice (coll. "La Chiocciola"), 2011. ISBN 978-88-97135-04-3
- Pasqua Bassa con Delitto, Lecce, Zane Editrice (coll. "La Chiocciola"), 2012. ISBN 978-88-97135-05-0
- Finalmente Amori, Treviglio, Zephyro Edizioni, 2014. ISBN 978-88-8389-078-9